# Rudolf Dischinger

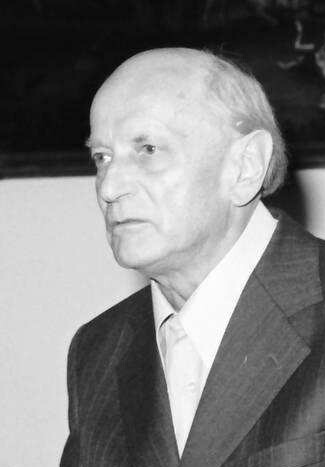
Rudolf Dischinger (1976)

Rudolf Dischinger (* 11. November 1904 in Freiburg im Breisgau; † 30. November 1988 ebenda) war ein deutscher Maler der Neuen Sachlichkeit.
Rudolf Dischinger studierte an der Badischen Landeskunstschule bei Georg Scholz und Karl Hubbuch. 1927 schloss er die Schule mit der Zeichenlehrerprüfung ab und arbeitete bis 1939 als Lehrer in Freiburg. In dieser Zeit malte er Stadtlandschaften und Stillleben im Stile der Neuen Sachlichkeit. Von 1939 bis zu einer Verwundung 1942 war er Soldat in Frankreich und Russland. Ab 1946 lebte er als freischaffender Künstler wieder in Freiburg. Dort lehrte er an der Kunstakademie bis zu ihrer Auflösung im Jahre 1954. Danach arbeitete er wieder bis zu seiner Pensionierung 1965 im Schuldienst. 1976 erhielt er den Förderpreis des Reinhold-Schneider-Preis der Stadt Freiburg.

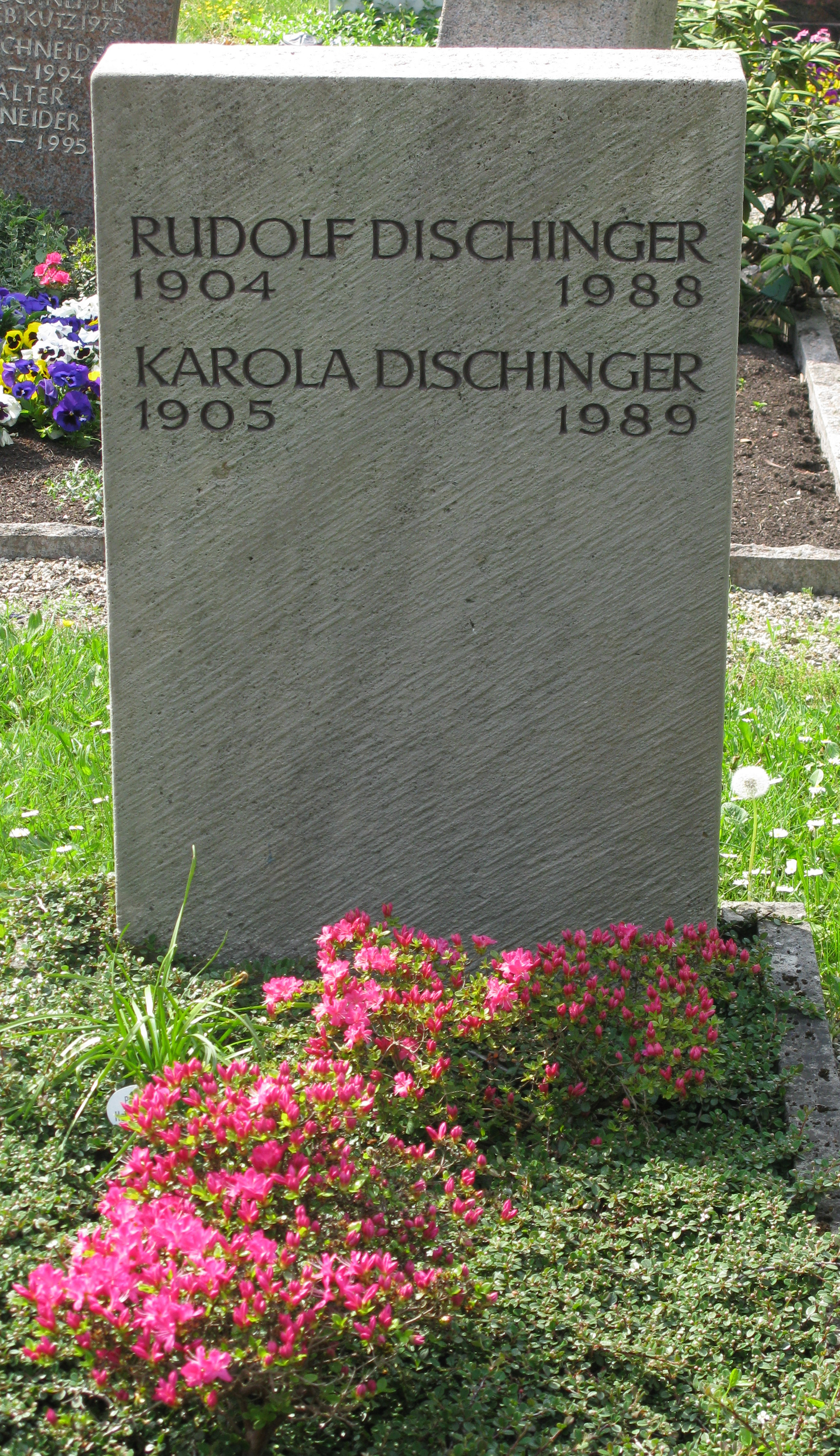
Dischingers Grab auf dem Freiburger Hauptfriedhof

Nach 1945 begann er mit der Abstrakten Malerei. In seinen letzten Jahre wendete er sich wieder der gegenständlichen Malerei zu.
Arbeiten von Dischinger sind im Museum für Neue Kunst in Freiburg zu sehen.